# Partido Alemán (Eslovaquia)
El Partido Alemán (en alemán: Deutsche Partei, abreviado DP) fue un partido político nazi activo entre la minoría alemana en Eslovaquia desde 1938 hasta 1945.

## Historia
El partido se formó el 8 de octubre de 1938, como sucesor del Partido Alemán de los Cárpatos (KdP). Franz Karmasin, miembro de la Cámara de Diputados de Checoslovaquia, encabezó el partido, con el título de Volksgruppeführer. El DP funcionó como el referente en Eslovaquia para el Grupo del Pueblo Alemán en Checoslovaquia (DVG), la organización sucesora del Partido Alemán de los Sudetes, fundado el 30 de octubre de 1938. El partido publicó Grenzbote y Deutschen Stimmen en Bratislava.
Desde el punto de vista organizativo, el DP se inspiró en el NSDAP, siguiendo el Führerprinzip. El partido usaba la esvástica como símbolo y el Horst-Wessel-Lied como himno. El ala juvenil del DP era la Juventud Alemana (Deutsche Jugend) y mantenía un ala paramilitar llamada Freiwillige Schutzstaffel. Políticamente, DP se esforzó en fomentar comunidades alemanas homogéneas en los Cárpatos y en mantener una posición privilegiada dentro de la comunidad alemana en Eslovaquia. El partido estaba estrechamente alineado con la política exterior alemana. El primer artículo de los estatutos del DP del 1 de marzo de 1940 proclamaba que "el Partido Alemán [era] representativo de la voluntad política de toda la población alemana en Eslovaquia". Sin embargo, no todos los alemanes de Eslovaquia estaban contentos con el supuesto partido; el DP se enfrentó a la resistencia de los seguidores del Partido Alemán Zipser, de ideología prohúngara.
El 18 de diciembre de 1938, el Partido Alemán consiguió dos diputados para el Landtag eslovaco una lista conjunta con el Partido Popular Eslovaco de Hlinka-Partido de la Unidad Nacional Eslovaca (HSĽS-SSNJ); Karmasin y Josef Steinhübl fueron los diputados electos. En marzo de 1940, el político del DP Sigmund Keil se convirtió en miembro del Landtag, reemplazando a Gejza Rehák. El 20 de noviembre de 1941, un cuarto político del PD se convirtió en miembro del Landtag, ya que Adalbert Gabriel fue designado por decreto presidencial como representante de la comunidad alemana.
En 1940, DP afirmaba tener 57.000 miembros organizados en 120 agrupaciones locales. Desapareció en 1945.